# الحلانيات (جزر)
جزر الحلاّنيات (اسمها السابق: جزر كوريا موريا) تقع ضمن نطاق محافظة ظفار في عُمان. وهي عبارة عن 5 جزر بعضها مأهول وبعضها غير مأهول بالسكان. ولها قيمة إستراتيجية فائقة.

## تاريخ

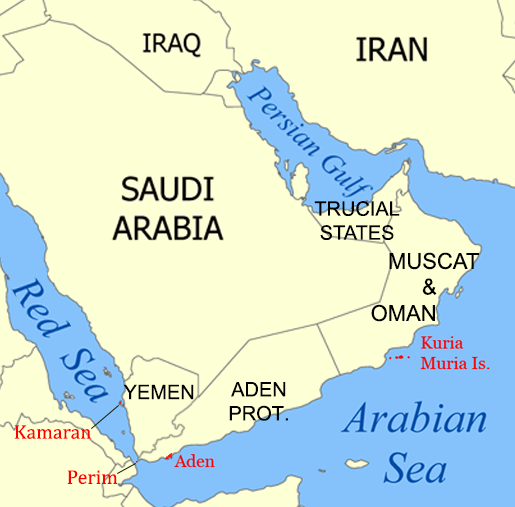
توابع مستعمرة عدن

في عام 1854 تنازل عنها سلطان عُمان لبريطانيا لإقامة محطة كابلات اتصالات (تلغراف). ضمت بريطانيا الجزر فوراً إلى محمية عدن حتى عام 1963، عندما نقلت بريطانيا سلطة الإشراف عليها إلى القائم السياسي (البريطاني) على الخليج العربي المقيم في البحرين. ثم اعيدت للسيادة العُمانية في 30 نوفمبر 1967.
اسمها القديم كان الحلانيات ثم تغير اسمها إلى كوريا موريا وفي عهد السلطان قابوس أصبح اسمها الحلانيات
وكانت تنسب للملك سهيل محمد الخوري الثاني ولكن تم التنازل عنها للسلطان قابوس.

## جغرافيا

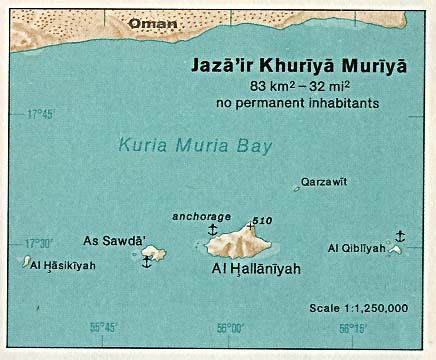
خريطة جزر الحلاّنيات

الجزر الخمسة تبلغ مساحتهم الإجمالية 28 ميل مربع، وجميعهم يقعون على خط عرض 30’ 17° ش وهم بالترتيب من الغرب (الساحل العماني) إلى الشرق:
1. السوده«كناية عن اللون الأسود» ويطلق عليها أيضا اسم «جزيرة الطيور» لكثرة الطيور بها وهي غير مأهولة بالسكان لذا بدأ استغلالها سياحيا بإنشاء منتجع فندقي راقي.
2. الحاسكية: وهي الأقرب لحاسك فلذلك سموها حاسكيه.
3. القبلية: هي الجزيرة التي توجد فيها أسلحه قديمه لا تستعمل حاليا.
4. الحلانية وهي أكبرهم وتبعد عن ساحل حاسك بمسافة 80 كم ومساحتها حوالي 22 ميل2، وتقع على خط طول 56° ق.

وتتميز تلك الجزر بالتنوع التضاريسي الهائل من الصحاري والمرتفعات والعيون والخلجان والرؤوس البحرية والشواطئ وتشتهر جزر الحلانيات بطيورها وأغنامها وكذلك السلاحف البحرية النادرة والأسماك الكبيرة المتواجده في كل جزيرة من خمس جزر بكثره.

## الجزر

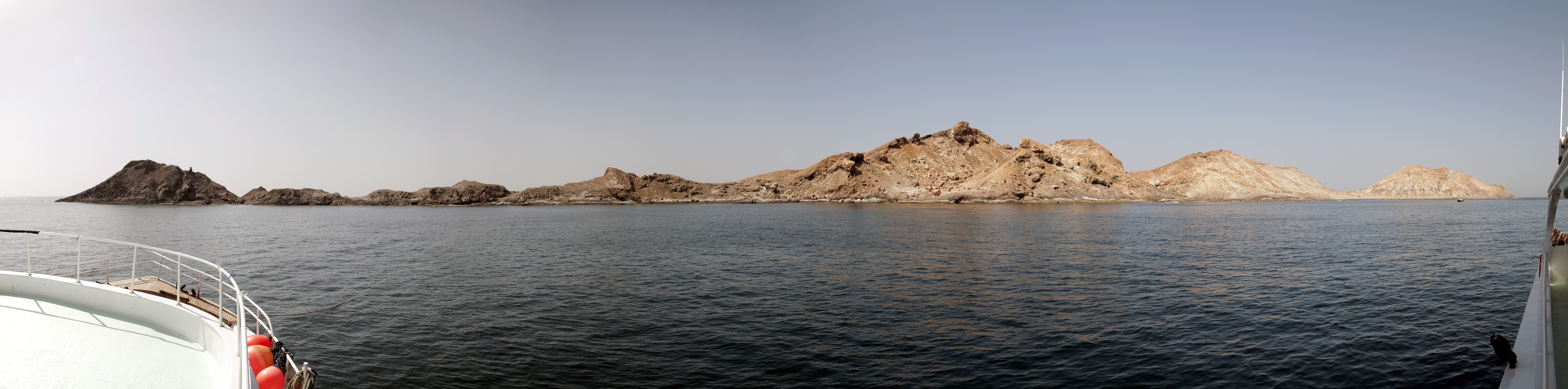
الجزيرة القبلية

| الاسم           | باللاتينية            | المساحة (كم²) | الاحداثيات                                    |
| --------------- | --------------------- | ------------- | --------------------------------------------- |
| جزيرة الحاسكية  | Al-Hasikiyah          | 2             | 17°28′28″N 55°36′05″E / 17.47444°N 55.60139°E |
| الجزيرة السودة  | Al-Sawda              | 11            | 17°29′28″N 55°51′18″E / 17.49111°N 55.85500°E |
| جزيرة الحلانيات | Al-Halaniyyat         | 56            | 17°30′52″N 56°01′29″E / 17.51444°N 56.02472°E |
| الجزيرة شنيص    | Shenais               | 0.3           | 17°37′01″N 56°08′24″E / 17.61694°N 56.14000°E |
| الجزيرة القبلية | Al-Qibliyah           | 3             | 17°30′00″N 56°20′15″E / 17.50000°N 56.33750°E |
| جزر الحلانيات   | Al-Halaniyyat Islands | 73            | 17°30′N 56°00′E / 17.500°N 56.000°E           |